# Fémzöld fűcincér
A fémzöld fűcincér (Phytoecia caerulea) a cincérfélék családjába tartozó, Európában és Nyugat-Ázsiában honos, keresztesvirágúakon élő bogárfaj. 

## Megjelenése
A fémzöld fűcincér testhossza 6-12 mm. Az előtor oldalai enyhén ívesek, a szárnyfedők oldalvonalai a vállaktól végig keskenyednek. Alapszíne élénk fémes kékeszöld vagy kék, néha lilás. Az elülső lábak combja és lábszára feltűnő sárgásvörös. A csáp tőízei és a lábak is fémes színűek. Testét finom, lesimuló, szürkésfehér szőrök fedik; a fej, az előtor, valamint a szárnyfedők hosszú, világos szőrei felállóak. A fej és az előtor nagyon sűrűn pontozott, a szárnyfedők pontozása elöl durvább, mint az előtoron, hátrafelé a pontozás kissé finomabb. A hím utolsó potrohlemeze középen mélyen benyomott, a hátulsó csípőkön sokszor alig észrevehető, máskor jól fejlett fogacska látható.

## Elterjedése és életmódja
Európában és Nyugat-Ázsiában honos, az Ibériai-félszigettől Kis-Ázsián keresztül a Közel-keletig és a Kaukázusig. Magyarországon országszerte elterjedt, gyakori faj. 
Lárvája különféle keresztesvirágú növények (vadrepce, rekenyő, sebforrasztó zsombor) gyökértörzsében és a szár földközeli részében fejlődik. Életciklusa egy évig tart. Az imágó május-júniusban rajzik, többnyire a tápnövényén tartózkodik.

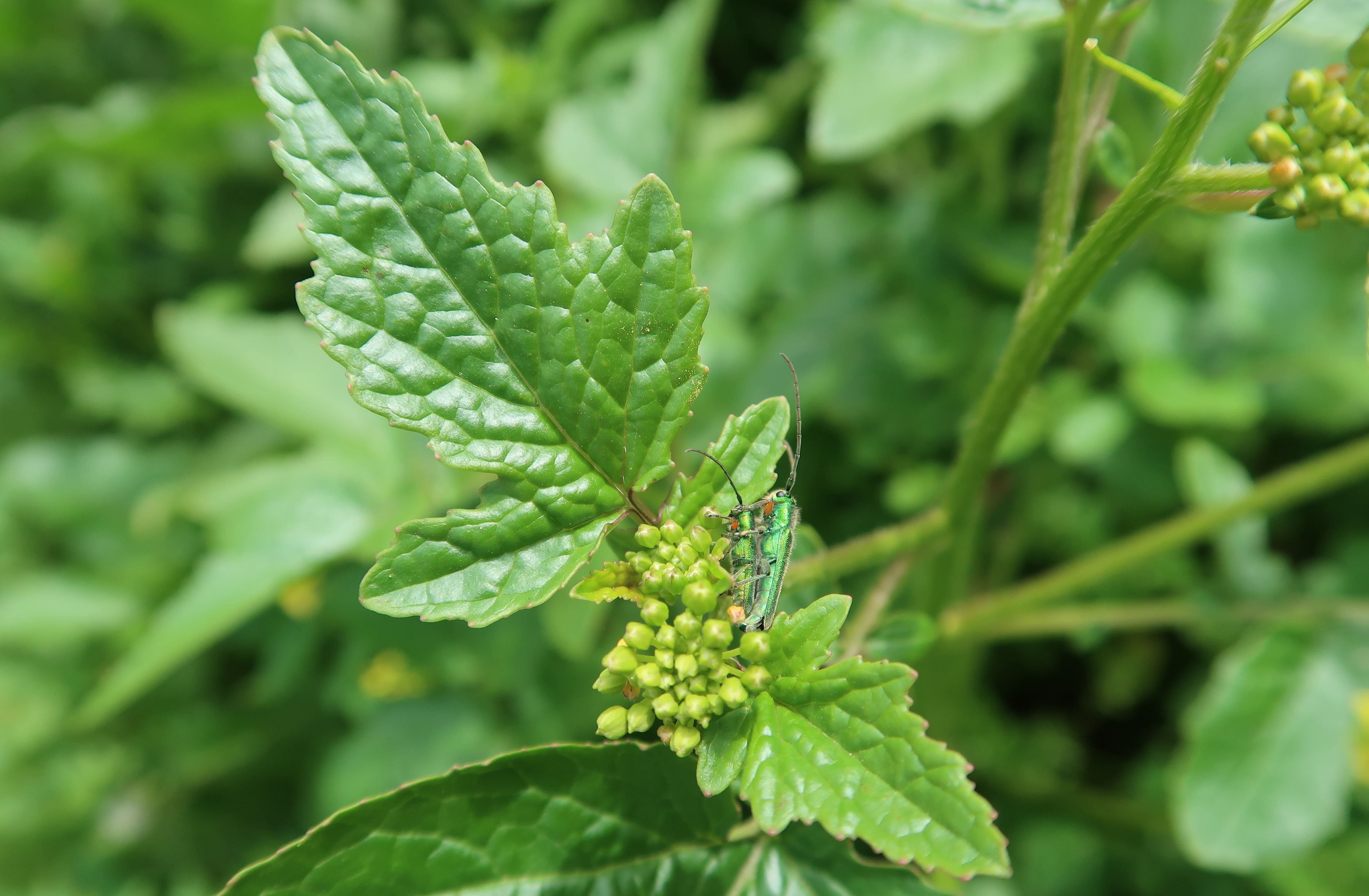

Magyarországon nem védett.